# Patolandia nuclear
Patolandia nuclear  es una película de Argentina filmada en Eastmancolor dirigida por Julio Saraceni según el guion de Héctor Maselli que se estrenó el 15 de junio de 1978 y que tuvo como actores principales a Rafael Carret, Luis Medina Castro, Peggy Sol y Tito Gómez. Fue filmado parcialmente en la central nuclear Atucha y en Embalse Río Tercero en la provincia de Córdoba.

## Sinopsis
El Pato enfrenta una banda de espías que utiliza un doble para apoderarse de una pila atómica.

## Reparto
- Rafael Carret
- Luis Medina Castro
- Peggy Sol
- Tito Gómez
- Horacio Bruno
- Juan Díaz
- Alfredo Barbieri
- Jorge Godoy
- Javier Díaz
- Fabián Di Donato
- Emilio Vidal
- Héctor Gancé
- Rey Charol
- Mario Savino
- Yany Magliochini ….Maestra Jardinera

## Comentarios
La Nación opinó:

«El argumento…no se ha esmerado demasiado….prefirió ceñirse a un molde ya fatigado por el cine argentino»

Clarín dijo:

«Humor sencillo..y un efectivo trabajo interpretativo.»

El Cronista Comercial dijo:

«Intenciones didácticas burdamente tratadas.»

Manrupe y Portela escriben:

«Mediocre pasatiempo infantil inspirado en el programa televisivo Patolandia.»